# オタスケガール
『オタスケガール』とは、2003年6月27日、7月25日、8月22日にオリジナルビデオ（VHSおよびDVD）としてアミューズソフト販売より発売された、円谷プロダクション製作の特撮ドラマ。全6話。各話25分。
円谷プロダクションとしては『サイバー美少女テロメア』以来となるヒロインものである。

## あらすじ
平和なそよかぜ町に起こる大事件。アルプス女学園高等学校に通う女子高生、りこ、亜由美、純の「夕焼け探偵団」の3人は事件を解決しようと奔走するが、そんな中、颯爽と謎のスーパーガールが現れる。その名は「オタスケガール」！

## 登場人物
沢口 りこ（さわぐち りこ）
演：栗田梨子
本作品の主人公。アルプス女学園に通う女子高生。夕焼け探偵団のリーダー的存在。好奇心旺盛な頑張り屋。
オタスケガール
沢口りこが「オタスケ！今こそ燃えよ、乙女の純真！」の掛け声とともにオタスケスティックを使って変身するスーパーヒロイン。「見たぞ、聞いたぞ、悪行三昧！」のセリフとともにブランコに乗って登場する。そよかぜ町に起こった難事件を鮮やかに解決する。スティックを伸ばして棒術やスティックワイヤーで敵と戦い、オタスケキックやヒップパンチを必殺技とする。
諸井 亜由美（もろい あゆみ）
演：秋山莉奈
沢口りこの友人で、同じくアルプス女学園の生徒かつ夕焼け探偵団のメンバー。お嬢様風だが実はお転婆。
河合 純（かわい じゅん）
演：倉澤薫
沢口りこの友人で、同じくアルプス女学園の生徒かつ夕焼け探偵団のメンバー。陽気で天然ボケ。
秋谷 泉美（あきや いずみ）
演：鈴木みさと
アルプス女学園の新任教師で夕焼け探偵団の顧問。
さちほ
演：瑠川あつこ
甘味処「うさぎっこ」の店主。
仙石 修三（せんごく しゅうぞう）
演：影丸茂樹
そよかぜ警察の刑事。
吾留裟 士郎（わるさ しろう）
演：志ガヤ一馬
財閥の御曹司。以前秋谷泉美にプロポーズして断られたが、しつこく付きまとっている。
柳田 一徳（やなぎだ かずのり）
演：右田昌万
アルプス女学園の教師。秋谷泉美に想いを寄せている。

## スタッフ
- 企画：円谷一夫
- 監督：髙野敏幸
- プロデューサー：円谷昌弘、渋谷浩康（円谷プロダクション）、山本正
- シリーズ構成・脚本：右田昌万
- 音楽プロデューサー：玉川静
- 音楽：大門一也
- 撮影：高橋義仁
- 美術：井口昭彦
- 照明：田村文彦
- 録音：楠本龍巳
- VE：岡田雅宏
- 編集：冨永美代子
- スクリプター：飯塚美穂
- 視覚効果：小野寺浩
- VFX：田代定二
- MA：松本能紀
- 助監督：石川整
- 制作担当：土肥裕二
- オープニングアニメ演出：山本郷
- 擬闘：岡野弘之
- 企画制作：クリエイティブアクザ
- 製作：円谷プロダクション
- 発売元：株式会社クリエイティブアクザ、アミューズソフト販売株式会社、株式会社ギャガ・コミュニケーションズ
- 販売元：アミューズソフト販売株式会社

## キャスト

### レギュラー・準レギュラー
- 沢口りこ/オタスケガール：栗田梨子
- 諸井亜由美[4]：秋山莉奈
- 河合純[5]：倉澤薫[6]
- 秋谷泉美：鈴木みさと
- さちほ：瑠川あつこ
- 仙石修三：影丸茂樹
- 吾留裟士郎：志ガヤ一馬
- 柳田一徳：右田昌万
- オタスケガール（スタントアクション）[3]：酒井亜美

### ゲスト
- 白石良子：土方みなみ（第1話）
- 中年の男：原武昭彦（第1話）
- 真田洋司：山口翔悟（第2話）
- 木佐貫美希：高田麻美子（第2話）
- 米沢悦：藤井真喜子（第2話）
- 井上妙花：高津房代（第2話）
- 仁科尋：佐藤喜美子（第2話）
- 中年男：清水一男（第2話）
- おじいさん：打出親五（第2話）
- 辻野：江戸松徹（第3話）
- 内田：木村木（第3話）
- 安岡：森本武晴（第3話）
- 池乃上：野口雅弘（第3話）
- たこ焼屋店員：松原剛志（第3話）
- 植木職人：小林直治（第3話）
- 芝木：井口昭彦（第3話、写真）[7]
- 助太：光宣（第4話）
- 角田：寺井大介（第4話）
- 沢田蓮実：林さやか（第4話）
- 沢田弘文：沼田和絋（第4話）
- 沢田の父親：古郡雅浩（第4話）
- 沢田の母親：水島美鶴（第4話）
- 高橋康子：渋谷桃子（第5話）
- 女ボス：大地輪子（第5話）
- 尾形：正岡邦夫（第5話）
- 飛鳥：森田猛虎（第5話）
- リュウ：藤間宇宙（第6話）
- 老人：堀田真三（第6話）
- リュウのスタント：永田朋裕（第6話）

## 主題歌
- オープニング主題歌「自立進行形」
- エンディング主題歌「Help!オタスケガール!!」

作詞：KATSUMI、作曲・編曲：大門一也、歌：i-chips with オタスケガール

## 販売リスト
VHSは各2話収録の全3巻、DVDは各1話収録の全6巻。DVDのみ各巻に特典映像（メイキング、3人娘見どころ解説）が収録されている。
| 発売日        | 話数 | サブタイトル             | 脚本               | 監督     |
| ------------- | ---- | ------------------------ | ------------------ | -------- |
| 2003年6月27日 | 1    | これが噂のオタスケガール | 右田昌万           | 髙野敏幸 |
| 2003年6月27日 | 2    | 誰にも言えない…          | 右田昌万           | 髙野敏幸 |
| 2003年7月25日 | 3    | 夕焼け探偵団 危機一髪!!  | 野添梨麻、右田昌万 | 小原直樹 |
| 2003年7月25日 | 4    | ラブレター狂想曲         | 右田昌万           | 小原直樹 |
| 2003年8月22日 | 5    | スクープ!夕焼け探偵団    | 野添梨麻           | 髙野敏幸 |
| 2003年8月22日 | 6    | 燃えよ!乙女の純真        | 右田昌万           | 髙野敏幸 |